# Innocence Faded
«Innocence Faded» es la tercera pista del álbum Awake, de la banda de metal progresivo Dream Theater. La letra, escrita por John Petrucci, fue inspirada por el deterioro de su amistad con Kevin Moore, quien fuera en su momento el tecladista de la banda y el hecho de entender que no todas las cosas van a permanecer iguales para siempre. 
Es una de las canciones menos tocadas en directo por Dream Theater y una de sus versiones más relevantes, es la que aparece en el álbum en directo Score.